# Krnsko
Krnsko (en allemand : Krensko) est une commune du district de Mladá Boleslav, dans la région de Bohême-Centrale, en République tchèque. Sa population s'élevait à 572 habitants en 2020.

## Géographie
Krnsko se trouve à 5 km au sud-sud-est de Mladá Boleslav et à 45 km au nord-est de Prague.
La commune est limitée par Rokytovec au nord, par Vinec et Mladá Boleslav à l'est, par Písková Lhota au sud-est, par Jizerní Vtelno au sud-ouest et par Strenice à l'ouest.

## Histoire
La première mention écrite de la localité date de 1252.

## Galerie

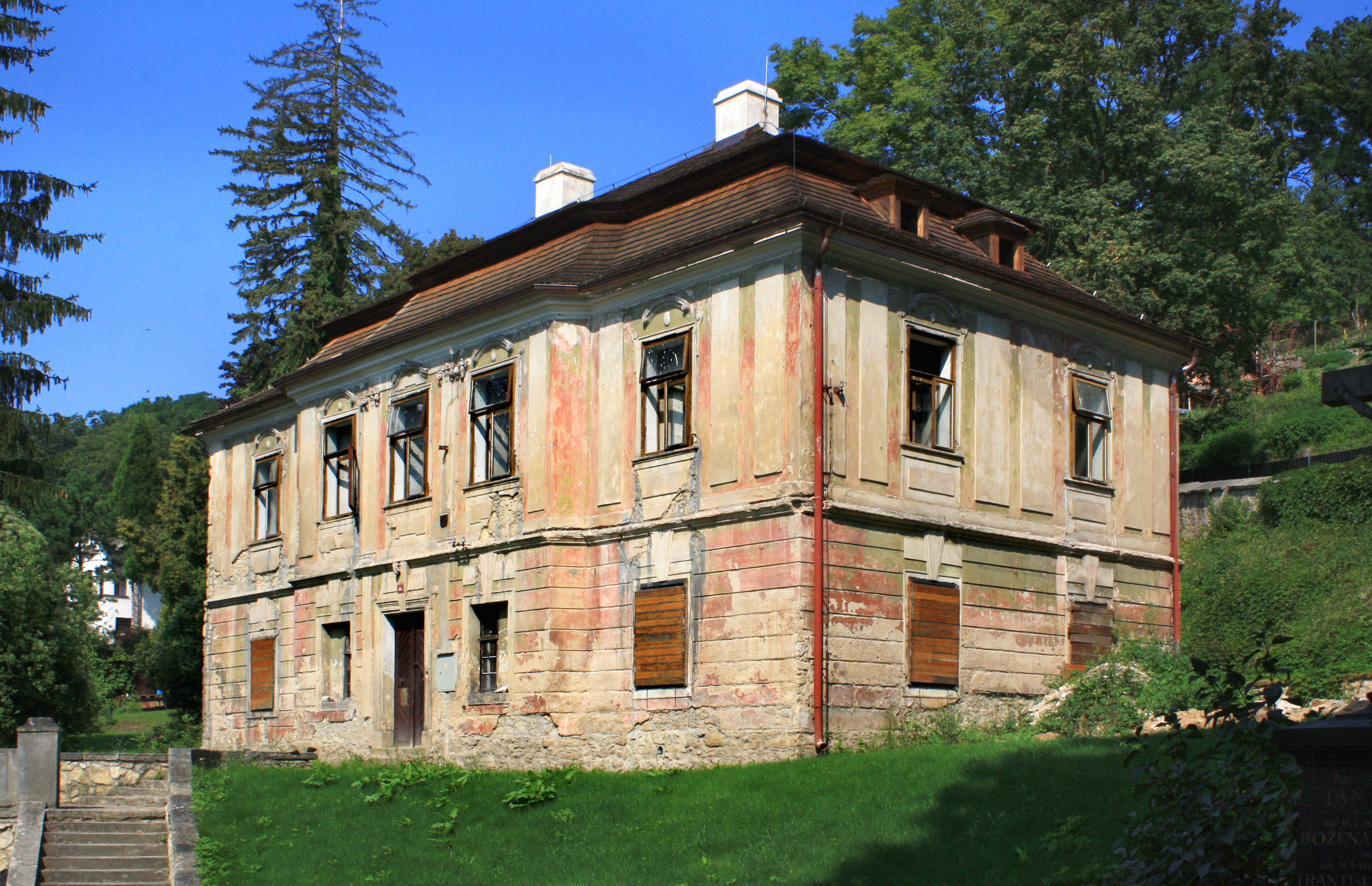
Ancien presbytère.
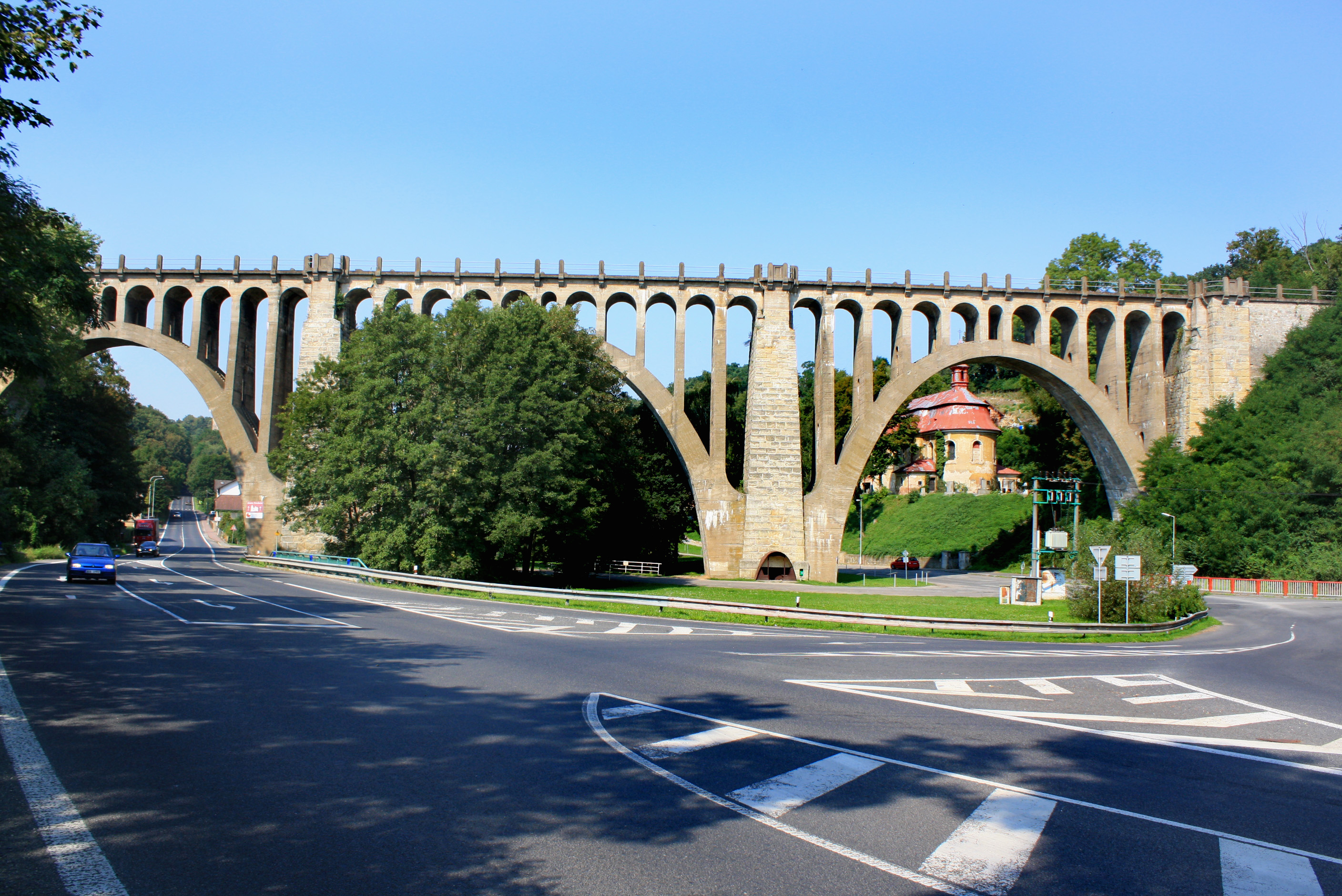
Viaduc ferroviaire.

## Administration
La commune se compose de deux quartiers :
- Krnsko
- Řehnice

## Transports
Par la route, Krnsko se trouve à 11 km de Mladá Boleslav et à 59 km du centre de Prague.